# Europiella arizonae
Europiella arizonae är en insektsart som beskrevs av Knight 1968. Europiella arizonae ingår i släktet Europiella och familjen ängsskinnbaggar. Inga underarter finns listade i Catalogue of Life.